# Чемпионат мира по регби 2015
Восьмой чемпионат мира по регби (англ. 2015 Rugby World Cup) проходил в Англии и Уэльсе с 18 сентября по 31 октября 2015 года. Финал состоялся на стадионе «Туикенем» между сборными Новой Зеландии и Австралии. Чемпионами мира стали новозеландцы, которые победили австралийцев со счётом 34:17.

## Выборы хозяина
Англия была выбрана местом проведения турнира в июле 2009 года, опередив в голосовании заявки Италии, Японии и ЮАР. Четыре страны представили официальные заявки на проведение турнира, Англия была рекомендована организаторами турнира Международным советом регби (IRB). Председатель совета и компании-организатора чемпионата мира Бернард Лапассе, объявил результат 28 июля 2009 года в штаб-квартире IRB. Позднее к турниру была подключена и столица Уэльса.

## Стадионы
Матчи состоялись на 13 стадионах, в 11 городах (10 — Англия, 1 — Уэльс). Матч открытия, оба полуфинала и финал состоялись на стадионе «Туикенем» в Лондоне.
| Лондон                                  | Лондон | Кардифф | Манчестер | Лондон                         |
| --------------------------------------- | --- | --- | --- | ------------------------------ |
| Туикенем                                | Уэмбли | Миллениум | Этихад | Олимпийский стадион            |
| 51°27′22″ с. ш. 0°20′30″ з. д.          | 51°33′21″ с. ш. 0°16′47″ з. д. | 51°28′40″ с. ш. 3°11′00″ з. д. | 53°28′59″ с. ш. 2°12′01″ з. д. | 51°32′19″ с. ш. 0°00′59″ з. д. |
| Вместимость: 82 000                     | Вместимость: 90 000 | Вместимость: 74 500 | Вместимость: 60 000 | Вместимость: 54 000            |
| Матчи: 5 групповых, 2 1/4, 2 1/2, Финал | Матчи: 2 групповых | Матчи: 6 групповых, 2 1/4 | Матчи: 1 групповой | Матчи: 4 групповых, за 3 место |
|                                         | | | |                                |
| Ньюкасл-апон-Тайн                       | Уэмбли Олимпийский стадион Туикенем Вилла Парк Брайтон Этихад Сэнди Парк Миллениум Кингсхолм Элланд Роуд Кинг Пауэр МК Сент-Джеймс Парк13 стадионов чемпионата мира | Уэмбли Олимпийский стадион Туикенем Вилла Парк Брайтон Этихад Сэнди Парк Миллениум Кингсхолм Элланд Роуд Кинг Пауэр МК Сент-Джеймс Парк13 стадионов чемпионата мира | Уэмбли Олимпийский стадион Туикенем Вилла Парк Брайтон Этихад Сэнди Парк Миллениум Кингсхолм Элланд Роуд Кинг Пауэр МК Сент-Джеймс Парк13 стадионов чемпионата мира | Бирмингем                      |
| Сент-Джеймс Парк                        | Уэмбли Олимпийский стадион Туикенем Вилла Парк Брайтон Этихад Сэнди Парк Миллениум Кингсхолм Элланд Роуд Кинг Пауэр МК Сент-Джеймс Парк13 стадионов чемпионата мира | Уэмбли Олимпийский стадион Туикенем Вилла Парк Брайтон Этихад Сэнди Парк Миллениум Кингсхолм Элланд Роуд Кинг Пауэр МК Сент-Джеймс Парк13 стадионов чемпионата мира | Уэмбли Олимпийский стадион Туикенем Вилла Парк Брайтон Этихад Сэнди Парк Миллениум Кингсхолм Элланд Роуд Кинг Пауэр МК Сент-Джеймс Парк13 стадионов чемпионата мира | Вилла Парк                     |
| Вместимость: 52 387                     | Уэмбли Олимпийский стадион Туикенем Вилла Парк Брайтон Этихад Сэнди Парк Миллениум Кингсхолм Элланд Роуд Кинг Пауэр МК Сент-Джеймс Парк13 стадионов чемпионата мира | Уэмбли Олимпийский стадион Туикенем Вилла Парк Брайтон Этихад Сэнди Парк Миллениум Кингсхолм Элланд Роуд Кинг Пауэр МК Сент-Джеймс Парк13 стадионов чемпионата мира | Уэмбли Олимпийский стадион Туикенем Вилла Парк Брайтон Этихад Сэнди Парк Миллениум Кингсхолм Элланд Роуд Кинг Пауэр МК Сент-Джеймс Парк13 стадионов чемпионата мира | Вместимость: 42 788            |
| 54°58′32″ с. ш. 1°37′18″ з. д.          | Уэмбли Олимпийский стадион Туикенем Вилла Парк Брайтон Этихад Сэнди Парк Миллениум Кингсхолм Элланд Роуд Кинг Пауэр МК Сент-Джеймс Парк13 стадионов чемпионата мира | Уэмбли Олимпийский стадион Туикенем Вилла Парк Брайтон Этихад Сэнди Парк Миллениум Кингсхолм Элланд Роуд Кинг Пауэр МК Сент-Джеймс Парк13 стадионов чемпионата мира | Уэмбли Олимпийский стадион Туикенем Вилла Парк Брайтон Этихад Сэнди Парк Миллениум Кингсхолм Элланд Роуд Кинг Пауэр МК Сент-Джеймс Парк13 стадионов чемпионата мира | 52°30′33″ с. ш. 1°53′05″ з. д. |
| Матчи: 3 групповых                      | Уэмбли Олимпийский стадион Туикенем Вилла Парк Брайтон Этихад Сэнди Парк Миллениум Кингсхолм Элланд Роуд Кинг Пауэр МК Сент-Джеймс Парк13 стадионов чемпионата мира | Уэмбли Олимпийский стадион Туикенем Вилла Парк Брайтон Этихад Сэнди Парк Миллениум Кингсхолм Элланд Роуд Кинг Пауэр МК Сент-Джеймс Парк13 стадионов чемпионата мира | Уэмбли Олимпийский стадион Туикенем Вилла Парк Брайтон Этихад Сэнди Парк Миллениум Кингсхолм Элланд Роуд Кинг Пауэр МК Сент-Джеймс Парк13 стадионов чемпионата мира | Матчи: 2 групповых             |
|                                         | Уэмбли Олимпийский стадион Туикенем Вилла Парк Брайтон Этихад Сэнди Парк Миллениум Кингсхолм Элланд Роуд Кинг Пауэр МК Сент-Джеймс Парк13 стадионов чемпионата мира | Уэмбли Олимпийский стадион Туикенем Вилла Парк Брайтон Этихад Сэнди Парк Миллениум Кингсхолм Элланд Роуд Кинг Пауэр МК Сент-Джеймс Парк13 стадионов чемпионата мира | Уэмбли Олимпийский стадион Туикенем Вилла Парк Брайтон Этихад Сэнди Парк Миллениум Кингсхолм Элланд Роуд Кинг Пауэр МК Сент-Джеймс Парк13 стадионов чемпионата мира |                                |
| Лидс                                    | Уэмбли Олимпийский стадион Туикенем Вилла Парк Брайтон Этихад Сэнди Парк Миллениум Кингсхолм Элланд Роуд Кинг Пауэр МК Сент-Джеймс Парк13 стадионов чемпионата мира | Уэмбли Олимпийский стадион Туикенем Вилла Парк Брайтон Этихад Сэнди Парк Миллениум Кингсхолм Элланд Роуд Кинг Пауэр МК Сент-Джеймс Парк13 стадионов чемпионата мира | Уэмбли Олимпийский стадион Туикенем Вилла Парк Брайтон Этихад Сэнди Парк Миллениум Кингсхолм Элланд Роуд Кинг Пауэр МК Сент-Джеймс Парк13 стадионов чемпионата мира | Лестер                         |
| Элланд Роуд                             | Уэмбли Олимпийский стадион Туикенем Вилла Парк Брайтон Этихад Сэнди Парк Миллениум Кингсхолм Элланд Роуд Кинг Пауэр МК Сент-Джеймс Парк13 стадионов чемпионата мира | Уэмбли Олимпийский стадион Туикенем Вилла Парк Брайтон Этихад Сэнди Парк Миллениум Кингсхолм Элланд Роуд Кинг Пауэр МК Сент-Джеймс Парк13 стадионов чемпионата мира | Уэмбли Олимпийский стадион Туикенем Вилла Парк Брайтон Этихад Сэнди Парк Миллениум Кингсхолм Элланд Роуд Кинг Пауэр МК Сент-Джеймс Парк13 стадионов чемпионата мира | Кинг Пауэр (стадион)           |
| 53°46′40″ с. ш. 1°34′20″ з. д.          | Уэмбли Олимпийский стадион Туикенем Вилла Парк Брайтон Этихад Сэнди Парк Миллениум Кингсхолм Элланд Роуд Кинг Пауэр МК Сент-Джеймс Парк13 стадионов чемпионата мира | Уэмбли Олимпийский стадион Туикенем Вилла Парк Брайтон Этихад Сэнди Парк Миллениум Кингсхолм Элланд Роуд Кинг Пауэр МК Сент-Джеймс Парк13 стадионов чемпионата мира | Уэмбли Олимпийский стадион Туикенем Вилла Парк Брайтон Этихад Сэнди Парк Миллениум Кингсхолм Элланд Роуд Кинг Пауэр МК Сент-Джеймс Парк13 стадионов чемпионата мира | 52°37′13″ с. ш. 1°08′32″ з. д. |
| Вместимость: 37 900                     | Уэмбли Олимпийский стадион Туикенем Вилла Парк Брайтон Этихад Сэнди Парк Миллениум Кингсхолм Элланд Роуд Кинг Пауэр МК Сент-Джеймс Парк13 стадионов чемпионата мира | Уэмбли Олимпийский стадион Туикенем Вилла Парк Брайтон Этихад Сэнди Парк Миллениум Кингсхолм Элланд Роуд Кинг Пауэр МК Сент-Джеймс Парк13 стадионов чемпионата мира | Уэмбли Олимпийский стадион Туикенем Вилла Парк Брайтон Этихад Сэнди Парк Миллениум Кингсхолм Элланд Роуд Кинг Пауэр МК Сент-Джеймс Парк13 стадионов чемпионата мира | Вместимость: 32 262            |
| Матчи: 2 групповых                      | Уэмбли Олимпийский стадион Туикенем Вилла Парк Брайтон Этихад Сэнди Парк Миллениум Кингсхолм Элланд Роуд Кинг Пауэр МК Сент-Джеймс Парк13 стадионов чемпионата мира | Уэмбли Олимпийский стадион Туикенем Вилла Парк Брайтон Этихад Сэнди Парк Миллениум Кингсхолм Элланд Роуд Кинг Пауэр МК Сент-Джеймс Парк13 стадионов чемпионата мира | Уэмбли Олимпийский стадион Туикенем Вилла Парк Брайтон Этихад Сэнди Парк Миллениум Кингсхолм Элланд Роуд Кинг Пауэр МК Сент-Джеймс Парк13 стадионов чемпионата мира | Матчи: 3 групповых             |
|                                         | Уэмбли Олимпийский стадион Туикенем Вилла Парк Брайтон Этихад Сэнди Парк Миллениум Кингсхолм Элланд Роуд Кинг Пауэр МК Сент-Джеймс Парк13 стадионов чемпионата мира | Уэмбли Олимпийский стадион Туикенем Вилла Парк Брайтон Этихад Сэнди Парк Миллениум Кингсхолм Элланд Роуд Кинг Пауэр МК Сент-Джеймс Парк13 стадионов чемпионата мира | Уэмбли Олимпийский стадион Туикенем Вилла Парк Брайтон Этихад Сэнди Парк Миллениум Кингсхолм Элланд Роуд Кинг Пауэр МК Сент-Джеймс Парк13 стадионов чемпионата мира |                                |
| Милтон-Кинс                             | Уэмбли Олимпийский стадион Туикенем Вилла Парк Брайтон Этихад Сэнди Парк Миллениум Кингсхолм Элланд Роуд Кинг Пауэр МК Сент-Джеймс Парк13 стадионов чемпионата мира | Уэмбли Олимпийский стадион Туикенем Вилла Парк Брайтон Этихад Сэнди Парк Миллениум Кингсхолм Элланд Роуд Кинг Пауэр МК Сент-Джеймс Парк13 стадионов чемпионата мира | Уэмбли Олимпийский стадион Туикенем Вилла Парк Брайтон Этихад Сэнди Парк Миллениум Кингсхолм Элланд Роуд Кинг Пауэр МК Сент-Джеймс Парк13 стадионов чемпионата мира | Брайтон                        |
| МК                                      | Уэмбли Олимпийский стадион Туикенем Вилла Парк Брайтон Этихад Сэнди Парк Миллениум Кингсхолм Элланд Роуд Кинг Пауэр МК Сент-Джеймс Парк13 стадионов чемпионата мира | Уэмбли Олимпийский стадион Туикенем Вилла Парк Брайтон Этихад Сэнди Парк Миллениум Кингсхолм Элланд Роуд Кинг Пауэр МК Сент-Джеймс Парк13 стадионов чемпионата мира | Уэмбли Олимпийский стадион Туикенем Вилла Парк Брайтон Этихад Сэнди Парк Миллениум Кингсхолм Элланд Роуд Кинг Пауэр МК Сент-Джеймс Парк13 стадионов чемпионата мира | Брайтон                        |
| Вместимость: 32 000                     | Уэмбли Олимпийский стадион Туикенем Вилла Парк Брайтон Этихад Сэнди Парк Миллениум Кингсхолм Элланд Роуд Кинг Пауэр МК Сент-Джеймс Парк13 стадионов чемпионата мира | Уэмбли Олимпийский стадион Туикенем Вилла Парк Брайтон Этихад Сэнди Парк Миллениум Кингсхолм Элланд Роуд Кинг Пауэр МК Сент-Джеймс Парк13 стадионов чемпионата мира | Уэмбли Олимпийский стадион Туикенем Вилла Парк Брайтон Этихад Сэнди Парк Миллениум Кингсхолм Элланд Роуд Кинг Пауэр МК Сент-Джеймс Парк13 стадионов чемпионата мира | Вместимость: 30 750            |
| 52°00′34″ с. ш. 00°44′00″ з. д.         | Уэмбли Олимпийский стадион Туикенем Вилла Парк Брайтон Этихад Сэнди Парк Миллениум Кингсхолм Элланд Роуд Кинг Пауэр МК Сент-Джеймс Парк13 стадионов чемпионата мира | Уэмбли Олимпийский стадион Туикенем Вилла Парк Брайтон Этихад Сэнди Парк Миллениум Кингсхолм Элланд Роуд Кинг Пауэр МК Сент-Джеймс Парк13 стадионов чемпионата мира | Уэмбли Олимпийский стадион Туикенем Вилла Парк Брайтон Этихад Сэнди Парк Миллениум Кингсхолм Элланд Роуд Кинг Пауэр МК Сент-Джеймс Парк13 стадионов чемпионата мира | 50°51′42″ с. ш. 0°04′59″ з. д. |
| Матчи: 3 групповых                      | Уэмбли Олимпийский стадион Туикенем Вилла Парк Брайтон Этихад Сэнди Парк Миллениум Кингсхолм Элланд Роуд Кинг Пауэр МК Сент-Джеймс Парк13 стадионов чемпионата мира | Уэмбли Олимпийский стадион Туикенем Вилла Парк Брайтон Этихад Сэнди Парк Миллениум Кингсхолм Элланд Роуд Кинг Пауэр МК Сент-Джеймс Парк13 стадионов чемпионата мира | Уэмбли Олимпийский стадион Туикенем Вилла Парк Брайтон Этихад Сэнди Парк Миллениум Кингсхолм Элланд Роуд Кинг Пауэр МК Сент-Джеймс Парк13 стадионов чемпионата мира | Матчи: 2 групповых             |
|                                         | Уэмбли Олимпийский стадион Туикенем Вилла Парк Брайтон Этихад Сэнди Парк Миллениум Кингсхолм Элланд Роуд Кинг Пауэр МК Сент-Джеймс Парк13 стадионов чемпионата мира | Уэмбли Олимпийский стадион Туикенем Вилла Парк Брайтон Этихад Сэнди Парк Миллениум Кингсхолм Элланд Роуд Кинг Пауэр МК Сент-Джеймс Парк13 стадионов чемпионата мира | Уэмбли Олимпийский стадион Туикенем Вилла Парк Брайтон Этихад Сэнди Парк Миллениум Кингсхолм Элланд Роуд Кинг Пауэр МК Сент-Джеймс Парк13 стадионов чемпионата мира |                                |
| Глостер                                 | Уэмбли Олимпийский стадион Туикенем Вилла Парк Брайтон Этихад Сэнди Парк Миллениум Кингсхолм Элланд Роуд Кинг Пауэр МК Сент-Джеймс Парк13 стадионов чемпионата мира | Уэмбли Олимпийский стадион Туикенем Вилла Парк Брайтон Этихад Сэнди Парк Миллениум Кингсхолм Элланд Роуд Кинг Пауэр МК Сент-Джеймс Парк13 стадионов чемпионата мира | Уэмбли Олимпийский стадион Туикенем Вилла Парк Брайтон Этихад Сэнди Парк Миллениум Кингсхолм Элланд Роуд Кинг Пауэр МК Сент-Джеймс Парк13 стадионов чемпионата мира | Эксетер                        |
| Кингсхолм                               | Уэмбли Олимпийский стадион Туикенем Вилла Парк Брайтон Этихад Сэнди Парк Миллениум Кингсхолм Элланд Роуд Кинг Пауэр МК Сент-Джеймс Парк13 стадионов чемпионата мира | Уэмбли Олимпийский стадион Туикенем Вилла Парк Брайтон Этихад Сэнди Парк Миллениум Кингсхолм Элланд Роуд Кинг Пауэр МК Сент-Джеймс Парк13 стадионов чемпионата мира | Уэмбли Олимпийский стадион Туикенем Вилла Парк Брайтон Этихад Сэнди Парк Миллениум Кингсхолм Элланд Роуд Кинг Пауэр МК Сент-Джеймс Парк13 стадионов чемпионата мира | Сэнди Парк                     |
| 51°52′18″ с. ш. 2°14′34″ з. д.          | Уэмбли Олимпийский стадион Туикенем Вилла Парк Брайтон Этихад Сэнди Парк Миллениум Кингсхолм Элланд Роуд Кинг Пауэр МК Сент-Джеймс Парк13 стадионов чемпионата мира | Уэмбли Олимпийский стадион Туикенем Вилла Парк Брайтон Этихад Сэнди Парк Миллениум Кингсхолм Элланд Роуд Кинг Пауэр МК Сент-Джеймс Парк13 стадионов чемпионата мира | Уэмбли Олимпийский стадион Туикенем Вилла Парк Брайтон Этихад Сэнди Парк Миллениум Кингсхолм Элланд Роуд Кинг Пауэр МК Сент-Джеймс Парк13 стадионов чемпионата мира | 50°42′33″ с. ш. 3°28′03″ з. д. |
| Вместимость: 16 500                     | Уэмбли Олимпийский стадион Туикенем Вилла Парк Брайтон Этихад Сэнди Парк Миллениум Кингсхолм Элланд Роуд Кинг Пауэр МК Сент-Джеймс Парк13 стадионов чемпионата мира | Уэмбли Олимпийский стадион Туикенем Вилла Парк Брайтон Этихад Сэнди Парк Миллениум Кингсхолм Элланд Роуд Кинг Пауэр МК Сент-Джеймс Парк13 стадионов чемпионата мира | Уэмбли Олимпийский стадион Туикенем Вилла Парк Брайтон Этихад Сэнди Парк Миллениум Кингсхолм Элланд Роуд Кинг Пауэр МК Сент-Джеймс Парк13 стадионов чемпионата мира | Вместимость: 12 300            |
| Матчи: 4 групповых                      | Уэмбли Олимпийский стадион Туикенем Вилла Парк Брайтон Этихад Сэнди Парк Миллениум Кингсхолм Элланд Роуд Кинг Пауэр МК Сент-Джеймс Парк13 стадионов чемпионата мира | Уэмбли Олимпийский стадион Туикенем Вилла Парк Брайтон Этихад Сэнди Парк Миллениум Кингсхолм Элланд Роуд Кинг Пауэр МК Сент-Джеймс Парк13 стадионов чемпионата мира | Уэмбли Олимпийский стадион Туикенем Вилла Парк Брайтон Этихад Сэнди Парк Миллениум Кингсхолм Элланд Роуд Кинг Пауэр МК Сент-Джеймс Парк13 стадионов чемпионата мира | Матчи: 3 групповых             |
|                                         | Уэмбли Олимпийский стадион Туикенем Вилла Парк Брайтон Этихад Сэнди Парк Миллениум Кингсхолм Элланд Роуд Кинг Пауэр МК Сент-Джеймс Парк13 стадионов чемпионата мира | Уэмбли Олимпийский стадион Туикенем Вилла Парк Брайтон Этихад Сэнди Парк Миллениум Кингсхолм Элланд Роуд Кинг Пауэр МК Сент-Джеймс Парк13 стадионов чемпионата мира | Уэмбли Олимпийский стадион Туикенем Вилла Парк Брайтон Этихад Сэнди Парк Миллениум Кингсхолм Элланд Роуд Кинг Пауэр МК Сент-Джеймс Парк13 стадионов чемпионата мира |                                |

## Квалификация
Из 20 участников первенства автоматически получили путёвки 12 команд, занявших в прошлом розыгрыше места в группах с первого по третье — ЮАР, Англия, Тонга, Австралия, Самоа, Уэльс, Новая Зеландия, Шотландия, Италия, Аргентина, Франция и Ирландия.
Остальные 8 путёвок были разыграны в 5 континентальных отборочных турнирах. В итоге состав участников чемпионата оказался почти таким же, как и на прошлом первенстве, за одним исключением — Уругвай заменил Россию.

### Европа
Европейский квалификационный турнир проводился в рамках Кубка европейских наций. Две лучшие команды первого дивизиона получали прямые путёвки на чемпионат мира, третья команда оспаривала место участника утешительного турнира с победителем плей-офф среди чемпионов прочих дивизионов, причём чем слабее дивизион, тем раньше его победитель подключался к плей-офф.
По итогам турнира прямые путёвки на первенство получили Грузия и Румыния. Занявшая третье место в первом дивизионе Россия в матче за выход в утешительный турнир обыграла Германию.

### Африка
В африканской зоне проводился многоэтапный квалификационный турнир, на заключительном этапе которого 4 лучшие команды континента сыграли в групповом турнире. Победитель Намибия получил прямую путёвку на чемпионат, обладатель второго места Зимбабве— место в утешительном турнире.

### Азия
В зоне Азии многоэтапные отборочные соревнования завершались круговым турниром пяти команд. Путёвку на мировое первенство получил победитель финального турнира — Япония, сборная Гонконга вышла в утешительный турнир.

### Океания
В зоне Океании сильнейшая команда зоны — Фиджи встречалась в матчах за выход на чемпионат с победителем турнира остальных сборных, которым стала сборная островов Кука. Фиджи выиграло и завоевало путёвку на чемпионат. В утешительный турнир из зоны Океании выход не предусматривался.

### Америка
На заключительном этапе многоступенчатого отбора в зоне Америки стыковые матчи сыграли две сильнейшие сборные континента — США и Канада. Победитель квалифицировался на чемпионат мира, проигравший оспаривал вторую путёвку с победителем турнира остальных сборных.
Канадцы победили сборную США в стыковых матчах, отправив её оспаривать вторую путёвку на первенство с Уругваем. США победили в этих матчах и присоединились к числу участников чемпионата, а Уругвай попал в утешительный турнир.

### Утешительный турнир
Четыре участника утешительного турнира боролись за последнюю путёвку на первенство, проводя стыковые матчи по системе с выбыванием. В полуфиналах Россия победила Зимбабве, а Уругвай — Гонконг. В решающем матче Уругвай победил Россию и завоевал заключительную путёвку на чемпионат мира.

## Регламент чемпионата
Регламент чемпионата не претерпел изменений по сравнению с прошлым первенством. 20 участвующих в турнире команд поделены на 4 группы, по 5 команд в каждой. Лучшие две команды каждой группы по итогам группового турнира выходят в ¼ финала. Далее соревнования проводятся по системе с выбыванием.
Очки за матч начисляются по системе с бонусами. Команде победительнице встречи начисляется 4 очка, проигравшей — 0, за ничью команды получают 2 очка. Кроме этого команды получают бонусное очко в случае реализации 4 и более попыток за игру (вне зависимости от исхода встречи), а также одно бонусное очко начисляется проигравшей команде в случае поражения в 7 и менее очков.

## Групповой этап

### Группа А
| Команда   | 1     | 2     | 3     | 4     | 5     | В | Н | П | Разность | Бонус | Очки |
| --------- | ----- | ----- | ----- | ----- | ----- | - | - | - | -------- | ----- | ---- |
| Австралия |       | 15:6  | 33:13 | 28:13 | 65:3  | 4 | 0 | 0 | +106     | 1     | 17   |
| Уэльс     | 6:15  |       | 28:25 | 23:13 | 54:9  | 3 | 0 | 1 | +49      | 1     | 13   |
| Англия    | 13:33 | 25:28 |       | 35:11 | 60:3  | 2 | 0 | 2 | +58      | 3     | 11   |
| Фиджи     | 13:28 | 13:23 | 11:35 |       | 47:15 | 1 | 0 | 3 | -17      | 1     | 5    |
| Уругвай   | 3:65  | 9:54  | 3:60  | 15:47 |       | 0 | 0 | 4 | -196     | 0     | 0    |

### Группа B
| Команда   | 1     | 2     | 3     | 4     | 5     | В | Н | П | Разность | Бонус | Очки |
| --------- | ----- | ----- | ----- | ----- | ----- | - | - | - | -------- | ----- | ---- |
| ЮАР       |       | 34:16 | 32:34 | 46:6  | 64:0  | 3 | 0 | 1 | +120     | 4     | 16   |
| Шотландия | 16:34 |       | 45:10 | 36:33 | 39:16 | 3 | 0 | 1 | +43      | 2     | 14   |
| Япония    | 34:32 | 10:45 |       | 26:5  | 28:18 | 3 | 0 | 1 | -2       | 0     | 12   |
| Самоа     | 6:46  | 33:36 | 5:26  |       | 25:16 | 1 | 0 | 3 | -55      | 2     | 6    |
| США       | 0:64  | 16:39 | 18:28 | 16:25 |       | 0 | 0 | 4 | -106     | 0     | 0    |

### Группа C
| Команда        | 1     | 2     | 3     | 4     | 5     | В | Н | П | Разность | Бонус | Очки |
| -------------- | ----- | ----- | ----- | ----- | ----- | - | - | - | -------- | ----- | ---- |
| Новая Зеландия |       | 26:16 | 43:10 | 47:9  | 58:14 | 4 | 0 | 0 | +125     | 3     | 19   |
| Аргентина      | 16:26 |       | 54:9  | 45:16 | 64:19 | 3 | 0 | 1 | +109     | 3     | 15   |
| Грузия         | 10:43 | 9:54  |       | 17:10 | 17:16 | 2 | 0 | 2 | -70      | 0     | 8    |
| Тонга          | 9:47  | 16:45 | 10:17 |       | 35:21 | 1 | 0 | 3 | -60      | 2     | 6    |
| Намибия        | 14:58 | 19:64 | 16:17 | 21:35 |       | 0 | 0 | 4 | -59      | 1     | 1    |

### Группа D
| Команда  | 1     | 2     | 3     | 4     | 5     | В | Н | П | Разность | Бонус | Очки |
| -------- | ----- | ----- | ----- | ----- | ----- | - | - | - | -------- | ----- | ---- |
| Ирландия |       | 24:9  | 16:9  | 44:10 | 50:7  | 4 | 0 | 0 | +99      | 2     | 18   |
| Франция  | 9:24  |       | 32:10 | 38:11 | 41:18 | 3 | 0 | 1 | +57      | 2     | 14   |
| Италия   | 9:16  | 10:32 |       | 33:22 | 23:18 | 2 | 0 | 2 | -14      | 2     | 10   |
| Румыния  | 10:44 | 11:38 | 22:32 |       | 17:15 | 1 | 0 | 3 | -69      | 0     | 4    |
| Канада   | 7:50  | 18:41 | 18:23 | 15:17 |       | 0 | 0 | 4 | -73      | 2     | 2    |

## Плей-офф
|  | Четвертьфиналы                 | Четвертьфиналы               |                              |           | Полуфиналы        | Полуфиналы        |  |  | Финал                                   | Финал |
|  |                                |                              |                              |           |                   |                   |  |  |                                         |       |
|  | 17 октября, Лондон, Туикенем   |                              |                              |           |                   |                   |  |  |                                         |       |
|  |                                |                              |                              |           |                   |                   |  |  |                                         |       |
|  | ЮАР (B1)                       | 23                           |                              |           |                   |                   |  |  |                                         |       |
|  | ЮАР (B1)                       | 23                           | 24 октября, Лондон, Туикенем |           |                   |                   |  |  |                                         |       |
|  | Уэльс (A2)                     | 19                           |                              |           |                   |                   |  |  |                                         |       |
|  | Уэльс (A2)                     | 19                           | ЮАР                          | 18        |                   |                   |  |  |                                         |       |
|  | 17 октября, Кардифф, Миллениум |                              | ЮАР                          | 18        |                   |                   |  |  |                                         |       |
|  |                                | Новая Зеландия               | 20                           |           |                   |                   |  |  |                                         |       |
|  | Новая Зеландия (C1)            | Новая Зеландия               | 20                           | 62        |                   |                   |  |  |                                         |       |
|  | Новая Зеландия (C1)            |                              | 31 октября, Лондон, Туикенем | 62        |                   |                   |  |  |                                         |       |
|  | Франция (D2)                   | 13                           |                              |           |                   |                   |  |  |                                         |       |
|  | Франция (D2)                   | 13                           | Новая Зеландия               | 34        |                   |                   |  |  |                                         |       |
|  | 18 октября, Кардифф, Миллениум |                              | Новая Зеландия               | 34        |                   |                   |  |  |                                         |       |
|  |                                | Австралия                    | 17                           |           |                   |                   |  |  |                                         |       |
|  | Ирландия (D1)                  | Австралия                    | 17                           | 20        |                   |                   |  |  |                                         |       |
|  | Ирландия (D1)                  | 25 октября, Лондон, Туикенем |                              | 20        |                   |                   |  |  |                                         |       |
|  | Аргентина (C2)                 | 43                           |                              |           |                   |                   |  |  |                                         |       |
|  | Аргентина (C2)                 | 43                           | Аргентина                    | 15        | Матч за 3-е место | Матч за 3-е место |  |  |                                         |       |
|  | 18 октября, Лондон, Туикенем   |                              | Аргентина                    | 15        | Матч за 3-е место | Матч за 3-е место |  |  |                                         |       |
|  |                                | Австралия                    | 29                           |           |                   |                   |  |  |                                         |       |
|  | Австралия (A1)                 | Австралия                    | 29                           | 35        | ЮАР               | 24                |  |  |                                         |       |
|  | Австралия (A1)                 |                              |                              | 35        | ЮАР               | 24                |  |  |                                         |       |
|  | Шотландия (B2)                 | 34                           |                              | Аргентина | 13                |                   |  |  |                                         |       |
|  | Шотландия (B2)                 | 34                           |                              |           | 13                |                   |  |  |                                         |       |
|  |                                |                              |                              |           |                   |                   |  |  | 30 октября, Лондон, Олимпийский стадион |       |
|  |                                |                              |                              |           |                   |                   |  |  |                                         |       |

### Финал
| 31 октября 2015 16:00 (UTC+0)                                                                                      | \| Новая Зеландия \| 34:17 (16:3) Отчёт \| Австралия \| \| Милнер-Скаддер 39' · Нону 42' · Барретт 79' · Картер 40', 80' · Картер 43' · Картер 8', 27', 36', 75' · Картер 70' \| Голы \| 53' Куридрани · 64' Покок · 54', 65' Фоли · 15' Фоли \| | Стадион: Туикенем, Лондон Зрителей: 80 125 Судья: Найджел Оуэнс |
| Новая Зеландия | 34:17 (16:3) Отчёт | Австралия                                                       |
| Милнер-Скаддер 39' · Нону 42' · Барретт 79' · Картер 40', 80' · Картер 43' · Картер 8', 27', 36', 75' · Картер 70' | Голы | 53' Куридрани · 64' Покок · 54', 65' Фоли · 15' Фоли            |